# Gary Cooper (bokser)
Gary Cooper (Hythe, 31 mei 1957) is een voormalig Brits bokser in de gewichtsklasse licht-middelgewicht.

## Carrière
Cooper trainde onder Jack Bishop in Southampton en werd in 1978 professioneel bokser. In zijn eerste zeven gevechten behaalde hij vijfmaal winst en tweemaal gelijkspel. In oktober 1979 werd Cooper voor het eerst verslagen door weltergewichtkampioen Lloyd Hibbert. Tussen 1980 en 1982 vocht Cooper zesmaal, waarvan hij eenmaal verloor van Jimmy Cable en tweemaal van Cliff Gilpin.
Daarna nam hij een pauze van twee jaar. In december 1984 keerde hij terug in de gewichtsklasse licht-middelgewicht en won van Martin Patrick. Een maand later stond hij wederom tegenover Patrick en versloeg hem in de tiende ronde, waardoor hij de BBBofC-titel licht-middelgewicht van de Southern Area in handen kreeg. In februari 1985 stond hij tegenover Jimmy Cable in een poging ook de Britse titel in handen te krijgen, maar verloop van Cable op puntenaantal.
In de drie opeenvolgende jaren verdedigde hij zijn Southern Area-titel met succes driemaal tegen Mick Courtney en Gaston Cool, maar verloor van Nicky Wilshire en Frans kampioen Yvon Segor. In februari 1988 trachtte hij een tweede maal om de Britse titel in handen te krijgen en versloeg Michael Harris in Wembley op basis van puntenaantal. In september dat jaar moest hij voor het eerst de titel verdedigen en verloor op basis van puntenaantal van Gary Stretch.
Coopers nam in maart 1989 deel aan zijn laatste gevecht en won van toekomstig Brits kampioen Ensley Bingham.
- Virtual International Authority File: 100321928
- WorldCat: E39PBJd87fqbm6vGFBQvbBJYyd